# Ryszard Moczadło
Ryszard Moczadło (ur. 1948, zm. 2004) – promotor muzyki jazzowej i rockowej, członek rzeczywisty Polskiego Stowarzyszenia Jazzowego, organizator wielu festiwali i koncertów w Bydgoszczy.

## Życiorys
Urodził się w 1948 r. w Koronowie. W rodzinnym mieście ukończył Technikum Mechaniczno-Elektryczne. Został członkiem korespondencyjnego Klubu Jazzowego w Krakowie. Grał w zespole „Bezimienni” w inowrocławskim klubie „Piwnica”. Ukończył dwuletnie Studium Muzyczne w Bydgoszczy w klasie kontrabasu i swoje dalsze losy związał z grodem nad Brdą. W 1974 r. rozpoczął pracę w Oddziale Północnym Polskiego Stowarzyszenia Jazzowego w Bydgoszczy. Organizował Pomorskie Jesienie Jazzowe, pilotował koncertowe trasy na terenie całej Polski i był przy narodzinach wielu znanych grup muzycznych, m.in. „Budki Suflera”.
Od 1991 r. był właścicielem Agencji Impresaryjno-Reklamowej „Music-Shop”. Był pomysłodawcą i organizatorem Bydgoskich Festiwali Jazzowych (wypełniających lukę po Pomorskiej Jesieni Jazzowej).
W latach 90. został dyrektorem oddziału kujawsko-pomorskiego „Misslandu” i organizatorem konkursów Miss Pomorza i Kujaw, będących kwalifikacją do konkursu Miss Polski. Wypromował takie postaci jak: Agnieszka Pachałko (1993), Magdalena Lewandowska (1994), Renata Piotrowska (1999).
Od drugiego Finału Wielkiej Orkiestry Świątecznej Pomocy (1994) współpracował z Jerzym Owsiakiem i był szefem sztabu regionalnego tej imprezy. Jako menedżer związany był nie tylko z renomowanymi zespołami jak „Perfect”, czy „Budka Suflera”, ale zajmował się także promocją zespołów z regionu, takich jak np. Młodzieżowa Orkiestra Salonowa Junior PIK i wiele innych.